# The X Factor (franquicia)
The X Factor es una franquicia internacional dedicada a la búsqueda de talentos musicales. Producido por Fremantle Group, fue creado y desarrollado por el británico Simon Cowell y su empresa Syco Entertainment, juez en la versión británica hasta 2010 y luego en la estadounidense. El programa original fue el británico The X Factor, creado por Cowell.
El programa ha tenido mucho éxito en el Reino Unido, Australia, Bélgica, Rusia, Canadá, Turquía y Colombia, así como una buena audiencia en los Estados Unidos, España y Chile.
Este tipo de programas de televisión pertenecen al formato y a la franquicia Got Talent (literalmente 'tiene talento'), creado por el propio Simon Cowell.

## The X Factor en el mundo
| País                        | Nombre Local | Canal de TV                                                              | Ganadores (Categoría) | Presentadores |
| --------------------------- | --- | ------------------------------------------------------------------------ | --- | --- |

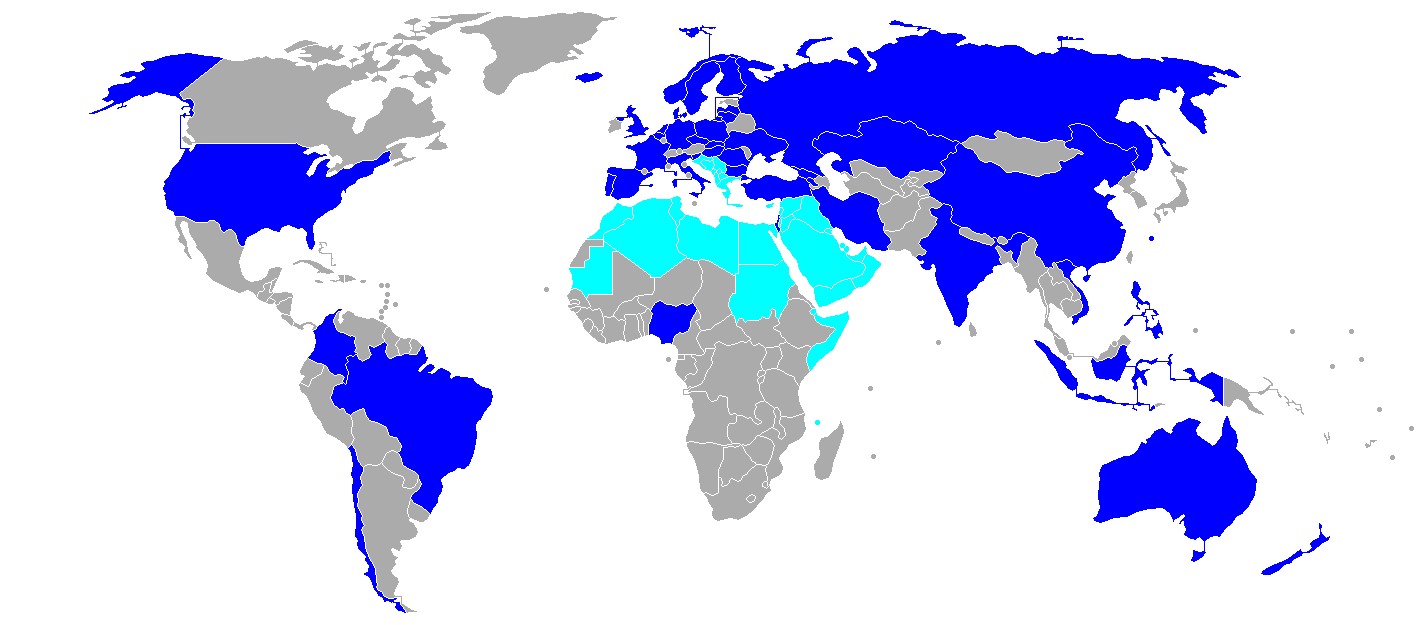
Localización de las diferentes franquicias de Factor X
Versión propia
Versión conjunta
Versión regional

| Albania                     | X Factor Albania Web Oficial (No Activa) Archivado el 6 de octubre de 2012 en Wayback Machine.                                                               | TV Klan                                                                  | 1ª Edición, 2012: Sheila Haxhiraj (Chicas) 2ª Edición, 2012-2013: Arilena Ara (Chicas) 3ª Edición, 2013-2014: Ergi Dini (Chicos) 4ª Edición, 2015: Edea Demaliaj (Chicas) | Alketa Vejsiu (1ª-4ª) |
| Alemania                    | X Factor Web Oficial | VOX (1ª-3ª) Sky 1 (4ª)                                                   | 1ª Edición, 2010: Edita Abdieski (25+) 2ª Edición, 2011: David Pfeffer (25+) 3ª Edición, 2012: Mrs. Greenbird (Grupos) 4ª Edición, 2018: EES & The Yes-Ja! Band (Grupos) | Jochen Schropp (1ª-3ª) Janine Reinhardt (2ª) Istenes Bence (4ª) Charlotte Würdig (4ª)                                                                    |
| Armenia                     | Իքս-Ֆակտոր Web Oficial | Shant TV                                                                 | 1ª Edición, 2010-2011: Vrezh Kirakosyan (25+) 2ª Edición, 2012-2013: Kim Grigoryan (Chicos) 3ª Edición, 2014: Vahé Margaryan (Chicos) 4ª Edición, 2016-2017: Edgar Ghandilyan (Chicos) | Aram MP3 (1ª-2ª) Avet Barseghyan (3ª) Grisha Aghakhanyan (3ª-4ª)                                                                                         |
| Australia                   | The X Factor Web Oficial en Yahoo! (No Activa) [http%3A//www.xfactortv.com.au/ Web Oficial]                                                                  | Network Ten (1ª) Seven Network (2ª-8ª)                                   | 1ª Edición, 2005: Random (Grupos) 2.ª edición, 2010: Altiyan Childs (25+) 3.ª edición, 2011: Reece Mastin (-25 Chicos) 4.ª edición, 2012: Samantha Jade (25+) 5.ª edición, 2013: Dami Im (24+) 6.ª edición, 2014: Marlisa Punzalan (-25 Chicas) 7.ª edición, 2015: Cyrus Villanueva (-25 Chicos) 8.ª edición, 2016: Isaiah Firebrace (-22) | Daniel MacPherson (1ª) Luke Jacobz (2ª-7ª) Jason Dundas (8ª)                                                                                             |
| Balcanes                    | X Factor Adria Web Oficial (No Activa) | RTVFBiH (2ª) RTRS (2ª) RTL Televizija (2ª) Sitel RTV Pink (1ª) Prva (2ª) | 1ª Edición, 2013-2014: Daniel Kajmakoski (27+) 2ª Edición, 2015: Amel Ćurić (27+) | Ana Grubin (1ª) |
| Bélgica                     | X Factor Web Oficial (No Activa) | VTM                                                                      | 1ª Edición, 2005: Udo Mechels (25+) 2ª Edición, 2008: Dirk De Smet (25+) | Koen Wauters (1ª) Hadise Açıkgöz (2ª) |
| Birmania                    | The X Factor Myanmar Web Oficial | MRTV 4                                                                   | 1ª Edición, 2016: Htun Naung Sint 2ª Edición, 2017: David Derrick | Zaw Htet (1ª) |
| Brasil                      | The X Factor Brasil Web Oficial (No Activa) | Band                                                                     | 1ª Edición, 2016: Cristopher Clark (25+) | Fernanda Paes Leme (1ª) |
| Bolivia                     | Factor X Bolivia Web Oficial | Red Uno                                                                  | 1ª Edición, 2018: Javier Cortez 2ª Edición, 2019: Juan Lovera | Carlos Rocabado (1ª-2ª) Ximena Zalzer (1ª-2ª) |
| Bulgaria                    | X Factor Web Oficial (No Activa) Archivado el 11 de agosto de 2016 en Wayback Machine.                                                                       | Nova Television                                                          | 1ª edición, 2011: Raffi Bohosyan (Chicos) 2.ª edición, 2013: Zhana Bergendorff (25+) 3.ª edición, 2014-2015: Slavin Slavchev (Chicos) 4.ª edición, 2015-2016: Christiana Louizu (25+) 5.ª edición, 2017: 4 Magic (Grupos) | Deyan Slavchev (1ª) Aleksandra Raeva (2.ª-5.ª) Maria Ignatova (2.ª-5.ª)                                                                                  |
| Canadá                      | The X Factor Web Oficial (No Activa) (enlace roto disponible en Internet Archive; véase el historial, la primera versión y la última).                       | CTV                                                                      | 1.ª edición, 2014: Ryan Gazzolla (Chicos) 2.ª edición, 2015: Amy Hef (25+) 3.ª edición, 2016: Jonathan Roy (25+) 4.ª edición, 2017: Daniela Aedo (Chicas) 5.ª edición, 2018: CZN (Grupos) | Ben Mulroney (1.ª) Devon Soltendieck (2-5.ª) Nina Dobrev (2.ª)                                                                                           |
| Chile                       | Factor X Chile Web Oficial (No Activa) | TVN                                                                      | 1.ª edición, 2011: Sergio Jarlaz (25+) 2.ª edición, 2012: Juan Gabriel Valenzuela (Chicos) | Julián Elfenbein (1.ª-2.ª) |
| China                       | The X Factor: 激情唱响 Web Oficial Archivado el 4 de mayo de 2011 en Wayback Machine. Web Oficial                                                            | Liaoning TV                                                              | 1.ª edición, 2011: Li Shangshang (18-24) 2.ª edición, 2012: Chen Yumeng (25+) | Da Zuo (1.ª-2.ª) Shao Wenjie (1.ª-2.ª) |
| China                       | 中國最強音 - The X Factor Web Oficial | Hunan TV                                                                 | 1.ª edición, 2013: Zeng Yiming (Chicos) | Zhu Dan (1.ª) He Jiong (1.ª) |
| Colombia                    | El Factor X Web Oficial (No Activa) Archivado el 13 de agosto de 2009 en Wayback Machine.                                                                    | Canal RCN                                                                | 1.ª edición, 2005: Julio César Meza (25+) 2.ª edición, 2006: Francisco Villareal (16-24) 3.ª edición, 2009: Siam (Grupos) 4.ª edición, 2020/21: José David Madero "Madeiro" (25+) 5.ª edición, 2022: Heyner Orlando Usprung (Hombres) | Andrea Serna (1.ª-3.ª) Karen Martínez (4.ª) Laura González (5.ª)                                                                                         |
| Colombia                    | El Factor X: La Batalla de las Estrellas (Formato con Famosos)                                                                                               | Canal RCN                                                                | 1.ª edición, 2008: Luz Amparo Álvarez (Mujeres) | Andrea Serna (1.ª) |
| Colombia                    | El Factor Xs (Formato Infantil) Web oficial (no activa) | Canal RCN                                                                | 1.ª edición, 2006: Andrés Hurtado (8-11) 2.ª edición, 2007: Camilo Echeverry(12-15) 3.ª edición, 2011: Shaira Selena Peláez (8-11) | Andrea Serna (1.ª-3.ª) |
| Colombia                    | Factor XF (Formato Familiar) Web oficial (no activa) | Canal RCN                                                                | 1.ª edición, 2015: Dúo Herencia (Grupos) | Andrea Serna (1.ª) |
| Dinamarca                   | X Factor Web Oficial (No Activa) Web Oficial | DR 1 (1.ª-11.ª) TV 2 (12.ª-14.ª)                                         | 1.ª edición, 2008: Martin Hoberg Hedegaard (15-24) 2.ª edición, 2009: Linda Andrews (25+) 3.ª edición, 2010: Thomas Ring Petersen (25+) 4.ª edición, 2011: Sarah Skaalum Jørgensen (15-24) 5.ª edición, 2012: Ida Østergaard (15-24) 6.ª edición, 2012-2013: Chresten Falck Damborg (24+) 7.ª edición, 2014: Anthony Jasmin (Grupos) 8.ª edición, 2015: Emilie Esther (15-22) 9.ª edición, 2016: Embrace (Grupos) 10.ª edición, 2017: Morten Nørgaard (23+) 11.ª edición, 2018: Place on Earth (Grupos) 12.ª edición, 2019: Kristian Kjærlund (23+) 13.ª edición, 2020: Alma Agger (15-22) 14.ª edición, 2021: Confirmada     | Lise Rønne (1.ª-2.ª, 4.ª-5.ª) Signe Muusmann (3.ª) Signe Molde (6.ª) Eva Harlou (7.ª-8.ª) Sofie Linde Lauridsen (9.ª-14.ª)                               |
| Ecuador                     | Factor X Kids Ecuador (Formato Infantil) Web Oficial Archivado el 5 de mayo de 2016 en Wayback Machine.                                                      | Ecuavisa                                                                 | 1.ª edición, 2015: Celena Rosero (8-12) | Úrsula Strenge (1.ª) |
| Eslovaquia República Checa  | X Factor Web Oficial (Eslovaquia) Web Oficial (R. Checa) Archivado el 12 de agosto de 2016 en Wayback Machine.                                               | TV JOJ TV Prima                                                          | 1.ª edición, 2014: Peter Bažík (28+) | Martin Rausch, "Pyco" (1.ª) |
| Eslovenia                   | X Faktor Web Oficial | POP TV                                                                   | 1.ª edición, 2013: Demetra Malalan (14-21) | Peter Poles (1.ª) Vid Valič (1.ª) |
| España                      | Factor X Web Oficial | Cuatro (1.ª-2.ª) Telecinco (3.ª-4ª)                                      | 1.ª edición, 2007: María Villalón (16-24) 2.ª edición, 2008: Vocal Tempo (Grupos) 3.ª edición, 2018: Pol Granch (Chicos) 4.ª edición, 2024: Ayelen Alfonso | Nuria Roca (1.ª-2.ª) Jesús Vázquez (3.ª) Ion Aramendi (4.ª)                                                                                              |
| Estados Unidos (en Español) | El Factor X (Formato Infantil) Web Oficial | MundoFOX                                                                 | 1.ª edición, 2014: Los Tres Charritos (Grupos) | Alfonso de Anda (1.ª) |
| Estados Unidos (en Inglés)  | The X Factor Web Oficial (No Activa) Archivado el 3 de noviembre de 2012 en Wayback Machine.                                                                 | Fox                                                                      | 1.ª edición, 2011: Melanie Amaro (Chicas) 2.ª edición, 2012: Tate Stevens (25+) 3.ª edición, 2013: Alex & Sierra (Grupos) | Steve Jones (1.ª) Khloé Kardashian (2.ª) Mario López (2.ª-3.ª)                                                                                           |
| Filipinas                   | The X Factor Philippines Web Oficial (No Activa) | ABS-CBN                                                                  | 1.ª edición, 2012: Kristine Zhenie Tandingan (Chicas) | KC Concepción (1.ª) |
| Finlandia                   | X Factor Web Oficial Archivado el 21 de enero de 2018 en Wayback Machine.                                                                                    | MTV3                                                                     | 1.ª edición, 2010: Elias Hämäläinen (16-24) 2.ª edición, 2018: Tika Liljegren (Chicas) | Heikki Paasonen (1.ª) Jukka Rossi (1.ª) Ile Uusivuori (2.ª) Viivi Pumpanen (2.ª)                                                                         |
| Francia                     | X Factor Web Oficial (No Activa) Archivado el 26 de diciembre de 2012 en Wayback Machine.                                                                    | W9 (1.ª) M6 (2.ª)                                                        | 1.ª edición, 2009: Sébastien Agius (25+) 2.ª edición, 2011: Matthew Raymond-Barker (-25 Chicos) | Alexandre Devoise (1.ª) Sandrine Corman (2.ª) Jérôme Anthony (2.ª)                                                                                       |
| Georgia                     | X ფაქტორი Web Oficial | Rustavi 2 (1.ª-4.ª) Imedi (5.ª)                                          | 1.ª edición, 2014: Tornike Kipiani 2.ª edición, 2015: Giorgi Nakashidze 3.ª edición, 2016: Avto Abeslamidze 4.ª edición, 2017: Sandro Kurcxalidze 5.ª edición, 2018: Anri Guchmanidze | Gega Palavandishvili (1.ª) Ia Sukhitashvili (1.ª) Giorgi Kifshidze (2.ª) Ruska Makashvili (2.ª-5.ª) Erekle Getsadze (3.ª) Vaniko Tarkhnishvili (4.ª-5.ª) |
| Grecia                      | The X Factor Web Oficial en Skai (No Activa) Web Oficial en Open                                                                                             | ANT1 (1.ª-3.ª) Skai TV (4.ª-5.ª) Open TV (6.ª)                           | 1.ª edición, 2008-2009: Loukas Giorkas (Chicos 16-24) 2.ª edición, 2009-2010: Stavros Michalakakos (Chicos 16-24) 3.ª edición, 2010-2011: Haris Antoniou (Chicos 16-24) 4.ª edición, 2016: Andreas Leontas (Chicos 16-24) 5.ª edición, 2017: Panagiotis Koufogiannis (25+) 6.ª edición, 2019: Giannis Grosis (Chicos 16-24) | Sakis Rouvas (1.ª-5.ª) Despina Vandi (6.ª) |
| Holanda                     | X Factor Web Oficial Archivado el 26 de agosto de 2005 en Wayback Machine.                                                                                   | RTL 4                                                                    | 1.ª edición, 2007: Sharon Kips (15-25) 2.ª edición, 2009: Lisa Hordijk (Chicas) 3.ª edición, 2010: Jaap Reesema (Chicos) 4.ª edición, 2011: Rochelle Perts (Chicas) 5.ª edición, 2013: Haris Alagic (Chicos) | Wendy van Dijk (1.ª-4.ª) Martijn Krabbé (2.ª-5.ª) |
| Hungría                     | X-Faktor Web Oficial | RTL Klub                                                                 | 1.ª edición, 2010: Csaba Vastag (25+) 2.ª edición, 2011: Tibor Kocsis (25+) 3.ª edición, 2012: Gergő Oláh (Chicos) 4.ª edición, 2013: Dóra Danics (25+) 5.ª edición, 2014: Andrea Tóth (Chicas) 6.ª edición, 2016: Barbara Opitz (Chicas) 7.ª edición, 2017: Ricco & Claudia (Grupos) 8.ª edición, 2018: USNK (Grupos) 9.ª edición, 2019: Tibor Ruszó (Chicos) | Balázs Sebestyén (1.ª) Nóra Ördög (1.ª-3.ª) Bence Istenes (4.ª-6.ª) Lilu (4.ª) Ramóna Kiss (7.ª-9.ª)                                                     |
| India                       | X Factor India Web Oficial (No Activa) | Sony Entertainment TV                                                    | 1.ª edición, 2011: Geet Sagar (25+) | Aditya Narayan (1.ª) |
| Indonesia                   | X Factor Indonesia Web Oficial Archivado el 28 de agosto de 2012 en Wayback Machine. Web Oficial en RCTI Archivado el 11 de mayo de 2017 en Wayback Machine. | RCTI                                                                     | 1.ª edición, 2012-2013: Fatin Shidqia (Chicas) 2.ª edición, 2015: Jebe & Petty (Grupos) 3.ª edición, 2018: Comienza en Marzo | Robby Purba (1.ª-2.ª) |
| Islandia                    | X Factor Web Oficial (No Activa) Archivado el 23 de abril de 2009 en Wayback Machine.                                                                        | Stöð 2                                                                   | 1.ª edición, 2006: Jógvan Hansen | Halla Vilhjálmsdóttir (1.ª) |
| Israel                      | The X Factor ישראל Web Oficial Archivado el 28 de octubre de 2016 en Wayback Machine.                                                                        | Channel 2 (Reshet) (1.ª-2.ª) Reshet 13 (3.ª)                             | 1.ª edición, 2013-2014: Rose Fostanes (25+) 2.ª edición, 2015: Daniel Yafe (25+) 3.ª edición, 2017-2018: Eden Alene (Adolescentes) | Bar Refaeli (1.ª-3.ª) |
| Italia                      | X Factor Web Oficial | Rai 2 (1.ª-4.ª) Sky Uno (5.ª-14.ª) Cielo (5.ª-8.ª) TV8 (9.ª-14.ª)        | 1.ª edición, 2008: Aram Quartet (Grupos) 2.ª edición, 2008-2009: Matteo Becucci (25+) 3.ª edición, 2009: Marco Mengoni (16-24) 4.ª edición, 2010: Nathalie Giannitrapani (25+) 5.ª edición, 2011: Francesca Michielin (Chicas) 6.ª edición, 2012: Chiara Galiazzo (25+) 7.ª edición, 2013: Michele Bravi (Chicos) 8.ª edición, 2014: Lorenzo Fragola (Chicos) 9.ª edición, 2015: Giovanni Sada, "Giò Sada" (25+) 10.ª edición, 2016: Soul System (Grupos) 11.ª edición, 2017: Lorenzo Licitra (25+) 12.ª edición, 2018: Marco Anastasio (Chicos) 13.ª edición, 2019: Sofia Tornambene (Chicas) 14.ª edición, 2020: En Emisión | Francesco Facchinetti (1.ª-4.ª) Alessandro Cattelan (5.ª-14.ª)                                                                                           |
| Japón                       | Okinawa Japan X Factor Web Oficial Archivado el 27 de septiembre de 2013 en Wayback Machine.                                                                 | Okinawa TV                                                               | 1.ª edición, 2013-2014: Sky's the Limit (Grupos) | Jon Kabira (1.ª) Naomi Watanabe (1.ª) |
| Kazajistán                  | X Factor Web Oficial (No Activa) Archivado el 15 de junio de 2011 en Wayback Machine.                                                                        | Perviy Kanal Evraziya (1.ª-3.ª, 5.ª-7.ª) KTK (4.ª)                       | 1.ª edición, 2011: Dariya Gabdull (-25) 2.ª edición, 2012: Andrei Tikhonov (-25) 3.ª edición, 2013: Evgeniya Barysheva (25+) 4.ª edición, 2013: Kairat Kapanov (25+) 5.ª edición, 2014: Evgeniy Vyblov (-25) 6.ª edición, 2015: Astana Kargabay (-25) 7.ª edición, 2018: Dilnura Birzhanova (16-24) | Adil Liyan (1.ª) Arnur Istybaev (2.ª-6.ª) Daniyar Dzhumadilov (7.ª)                                                                                      |
| Letonia                     | X Faktors Web Oficial (enlace roto disponible en Internet Archive; véase el historial, la primera versión y la última).                                      | TV3                                                                      | 1.ª edición, 2017: Arturs Gruzdiņš (16-24) 2.ª edición, 2018: Kattie (25+) 3.ª edición, 2019: Elīna Gluzunova (25+) | Markus Riva (1.ª-3.ª) |
| Lituania                    | X Faktorius Web Oficial | TV3                                                                      | 1.ª edición, 2012-2013: Giedrė Vokietytė (Chicas) 2.ª edición, 2013-2014: Žygimantas Gečas (Chicos) 3.ª edición, 2015-2016: Monika Pundziūtė (Chicas) 4.ª edición, 2016-2017: Iglė Bernotaitytė (Chicas) 5.ª edición, 2017-2018: 120 (Grupos) 6.ª edición, 2018-2019: Good Time Boys (Grupos) 7.ª edición, 2019: Milda Martinkėnaitė (25+) 8.ª edición, 2020: En Emisión | Marijonas Mikutavičius (1.ª) Martynas Starkus (2.ª-4.ª) Mindaugas Rainys (5.ª-8.ª) Mindaugas Stasiulis (5.ª-8.ª)                                         |
| Malta                       | X Factor Malta Web Oficial Archivado el 1 de octubre de 2019 en Wayback Machine.                                                                             | TVM                                                                      | 1.ª edición, 2018-2019: Michela Pace (Chicas) 1.ª edición, 2019-2020: Destiny Chukunyere (Chicas) | Ben Camille (1.ª-2.ª) |
| México                      | El Factor X Factor X México | Televisa TV Azteca                                                       | 1.ª edición, 2020: Cancelada 1 Edición, 2014: Cancelada 1 Edición 2021: A definir | Marco Antonio Regil Fernando del Solar Adal Ramones |
| Noruega                     | X Factor Web Oficial (No Activa) | TV 2                                                                     | 1.ª edición, 2009: Chand Torsvik (25+) 2.ª edición, 2010: Hans Bollandsås (25+) | Charlotte Thorstvedt (1.ª) Guri Solberg (2.ª) Ruvi (2.ª)                                                                                                 |
| Nueva Zelanda               | The X Factor NZ Web Oficial (No Activa) | TV3                                                                      | 1.ª edición, 2013: Jackie Thomas (Chicas) 2.ª edición, 2015: Beau Monga (Chicos) | Dominic Bowden (1.ª-2.ª) |
| Oriente Medio               | XSeer Al Najah Web Oficial | Rotana (1.ª-2.ª) CBC (3.ª) MBC 4 (4.ª)                                   | 1.ª edición, 2006: Rajaa Kasabni (25-30) 2.ª edición, 2007: Muhammad El Majzoub (16-24) 3.ª edición, 2013: Mohammed Rifi (25+) 4.ª edición, 2015: Hamza Hawsawi (Internacional) | Joelle Rahme (1.ª-2.ª) Bassel Alzarro (3.ª-4.ª) Yousra Lozy (3.ª) Daniella Rahme (4.ª)                                                                   |
| Polonia                     | X Factor Web Oficial | TVN                                                                      | 1.ª edición, 2011: Gienek Loska (25+) 2.ª edición, 2012: Dawid Podsiadło (16-24) 3.ª edición, 2013: Klaudia Gawor (16-24) 4.ª edición, 2014: Artem Furman (Chicos) | Jarosław Kuźniar (1.ª-2.ª) Patricia Kazadi (3.ª-4.ª) |
| Portugal                    | Factor X Web Oficial | SIC                                                                      | 1.ª edición, 2013-2014: Berg (25+) 2.ª edición, 2014: Kika Kardoso (25+) | João Manzarra (1.ª-2.ª) Bárbara Guimarães (1.ª) Cláudia Vieira (2.ª)                                                                                     |
| Reino Unido                 | The X Factor Web Oficial | ITV                                                                      | 1.ª edición, 2004: Steve Brookstein (25+) 2.ª edición, 2005: Shayne Ward (16-24) 3.ª edición, 2006: Leona Lewis (16-24) 4.ª edición, 2007: Leon Jackson (Chicos) 5.ª edición, 2008: Alexandra Burke (Chicas) 6.ª edición, 2009: Joe McElderry (Chicos) 7.ª edición, 2010: Matt Cardle (Chicos) 8.ª edición, 2011: Little Mix (Grupos) 9.ª edición, 2012: James Arthur (Chicos) 10.ª edición, 2013: Sam Bailey (25+) 11.ª edición, 2014: Ben Haenow (25+) 12.ª edición, 2015: Louisa Johnson (Chicas) 13.ª edición, 2016: Matt Terry (Chicos) 14.ª edición, 2017: Rak-Su (Grupos) 15.ª edición, 2018: Dalton Harris (Chicos)   | Kate Thornton (1.ª-3.ª) Dermot O'Leary (4.ª-11.ª, 13.ª-15.ª) Caroline Flack (12.ª) Olly Murs (12.ª)                                                      |
| Reino Unido                 | The X Factor: Battle of the Stars (Formato con Famosos) | ITV                                                                      | 1.ª edición, 2004: Lucy Benjamin (25+) | Kate Thornton (1.ª) |
| Reino Unido                 | The X Factor: Celebrity (Formato con Famosos) | ITV                                                                      | 1.ª edición, 2019: Megan McKenna (-31) | Dermot O'Leary (1.ª) |
| Reino Unido                 | The X Factor: The Band (Formato Solo con Grupos) | ITV                                                                      | 1.ª edición, 2019: Real Like You | Dermot O'Leary (1.ª) |
| República Checa             | X Factor Web oficial (no activa) | TV Nova                                                                  | 1.ª edición, 2008: Jiří Zonyga (24+) | Leoš Mareš (1.ª) |
| Rumanía                     | X Factor Web Oficial | Antena 1                                                                 | 1.ª edición, 2011–2012: Andrei Leonte (16-24) 2.ª edición, 2012: Tudor Turcu (25+) 3.ª edición, 2013: Florin Ristei (20+) 4.ª edición, 2014: Adina Răducan (-20) 5.ª edición, 2015: Florin Răduţă (-20) 6.ª edición, 2016: Olga Verbiţchi (Chicas) 7.ª edición, 2017: Jeremy Ragsdale (24+) 8.ª edición, 2018: Bella Santiago (Adultos) 9.ª edición, 2020: En Emisión | Dani Oțil (1ª-7ª) Răzvan Simion (1.ª-7.ª) Mihai Bendeac (8.ª) Vlad Drăgulin (8.ª) Răzvan Simion (9.ª) Dani Oțil (9ª)                                     |
| Rusia                       | Секрет Успеха Web oficial (no activa) Archivado el 25 de noviembre de 2005 en Wayback Machine.                                                               | RTR                                                                      | 1.ª edición, 2005: Vladimir Sapovsky (25+) 2.ª edición, 2007: Nikolay Timokhin (16-24) | Aleksey Chumakov (1.ª-2.ª) Yelena Vorobey (1.ª-2.ª) |
| Rusia                       | Фактор А Web Oficial (No Activa) | Rossiya 1                                                                | 1.ª edición, 2011: Sergei Savin (25+) 2.ª edición, 2012: Alexey Sulima (-25) 3.ª edición, 2013: Mali (25+) | Philipp Kirkorov (1.ª-3.ª) Vladimir Zelenski (1.ª) Alexey Chumakov (2.ª)                                                                                 |
| Rusia                       | Главная Сцена Web Oficial Archivado el 19 de abril de 2015 en Wayback Machine.                                                                               | Rossiya 1                                                                | 1.ª edición, 2015: Sardor Milano 2.ª edición, 2015-2016: Arseniy Borodin | Grigoryi Leps (1.ª) Garik Mahtirosyan (1.ª) Nargis Zakirova (2.ª) Ernest Matskyavichus (2.ª)                                                             |
| Sudáfrica                   | The X Factor SA Web Oficial (No Activa) | SABC 1                                                                   | 1.ª edición, 2015: Four (Grupos) | Andile Ncube (1.ª) |
| Suecia                      | X Factor Web Oficial (No Activa) | TV4                                                                      | 1.ª edición, 2012: Awa Santesson-Sey (Chicas) | David Hellenius (1.ª) |
| Tailandia                   | The X Factor Thailand Web Oficial (No Activa) | Workpoint TV                                                             | 1.ª edición, 2017: Slow (Grupos) | Krit Sripoomseth (1.ª) |
| Turquía                     | X Factor: Star Işığı Web Oficial (No Activa) | Kanal D                                                                  | 1.ª edición, 2014: Cancelado | Kadir Doğulu (1.ª) Bülent Şakrak (1.ª) |
| Ucrania                     | X-Фактор Web Oficial | STB                                                                      | 1.ª edición, 2010-2011: Oleksiy Kuznetsov (Chicos) 2.ª edición, 2011-2012: Viktor Romanchenko (25+) 3.ª edición, 2012-2013: Aida Nikolaychuk (25+) 4.ª edición, 2013-2014: Alexander Poryadinsky (-18) 5.ª edición, 2014: Dmitry Babak (Chicos) 6.ª edición, 2015: Konstantin Bocharov (Chicos) 7.ª edición, 2016: Sevak Hanagyan 8.ª edición, 2017: Misha Panchishyn (Chicos) 9.ª edición, 2018: ZBSband (Grupos) 10.ª edición, 2019: Elina Ivashchenko (Chicas) 11.ª edición, 2021: En Emisión (Final: 26 de Diciembre) | Oksana Marchenko (1.ª-7.ª) Andriy Bednyakov (7.ª-9.ª) Daria Tregubova (10.ª-11.ª)                                                                        |
| Vietnam                     | Nhân Tố Bí Ẩn Web Oficial Archivado el 11 de septiembre de 2016 en Wayback Machine.                                                                          | VTV3                                                                     | 1.ª edición, 2014: Giang Hồng Ngọc (Chicas) 2.ª edición, 2016: Trần Minh Như (Chicas) | Nguyên Khang (1.ª) Thu Thủy (1.ª) Thành Trung (2.ª) Gil Lê (2.ª)                                                                                         |

- Nota: Las webs no activas podrás visualizarlas a través de la web de Wayback Machine.

     País que actualmente está emitiendo The X Factor.
     País que planea emitir una nueva edición de The X Factor.
     País que está negociando con la productora emitir una nueva edición de The X Factor, aunque no sea oficial aún de que se llegue a emitir.
     País que no planea emitir una nueva edición de The X Factor.